# Горошова (археологический памятник)
Горошова (археологический памятник) — комплекс археологических памятников. Расположен возле села Горошова Тернопольской области, в пойме левого берега Днестра, составляет несколько поселений 3-х археологических культур. Высокую часть террасы занимало поселение скифской эпохи (6-5 веков до н. э.); здесь открыты остатки наземных жилищ с большим количеством глиняной посуды и орудий труда. На юге от него раскопано поселение конца 3-1 столетия до н. э. Здесь найдены полуземляночные жилища, хозяйственные ямы, надворные очаги, объекты культового назначения со следами человеческих жертвоприношений. Наличие кельтских материалов, керамики различных латенезированных культур Средней и Восточной Европы отражает сложные процессы, в которое было вовлечено население периферии латенской культуры. Этот памятник является свидетельством переселения древних племен, известных у античных авторов как бастарны, или как скиры и галаты, ставшие составной частью племен поенешти-лукашевской культуры. Ещё южнее раскопано славянское поселение 6-7 столетия. На нём обнаружены полуземляночные жилища с печами-каменками, хозяйственные ямы, керамика, орудия труда, бронзовые фибулы.